# Brasileirinho
Pour plus de détails, voir Fiche technique et Distribution.
Brasileirinho est un film documentaire helvéto-brésilo-finlandais réalisé par Mika Kaurismäki, sorti en 2005. 
C'est un hommage au choro, genre musical brésilien, avec Yamandu Costa, Paulo Moura et Trio Madeira Brasil, entre autres. Sa première eut lieu à l'occasion de la Berlinale 2005.